# Drusus camerinus
Drusus camerinus är en nattsländeart som beskrevs av Moretti 1981. Drusus camerinus ingår i släktet Drusus och familjen husmasknattsländor. Inga underarter finns listade i Catalogue of Life.